# Mikroregion Zlatohorsko
Mikroregion Zlatohorsko je dobrovolný svazek obcí zaregistrovaný Českým statist. úřadem Ostrava v okresu Jeseník, jeho sídlem jsou Zlaté Hory a jeho cílem je ochrana a prosazování společných zájmů obcí. Mikroregion rovněž koordinuje vznik a činnost dobrovolných svazků obcí v dílčích oblastech a zakládá organizace provádějící činnost v infrastruktuře, turistice, kultuře apod., popř. může být členem těchto organizací. Sdružuje celkem 6 obcí a byl založen v roce 2001.

## Obce sdružené v mikroregionu
- Hradec-Nová Ves
- Mikulovice
- Písečná
- Supíkovice
- Velké Kunětice
- Zlaté Hory